# Сурена (река)
Сурена — река в России, протекает по территории Мичуринского и Никифоровского районов Тамбовской области. Устье реки находится в 35 км по левому берегу реки Польной Воронеж. Длина реки — 8 км. Образуется слиянием Ближней Сурены и Дальней Сурены. Площадь водосборного бассейна — 476 км².
Рядом с рекой расположены населённые пункты Летуновка, Терское, Марьино. Высота устья — 121,5 м над уровнем моря. Высота истока — 124,6 м над уровнем моря.
По происхождению гидроним может быть родственным названию реки Большая Сурень (левый приток реки Большой Ик) в Башкортостане и Оренбургской области. Если версия верна, то в переводе с иранских языков топонимы Сурена, Сурень означают — «Радостная (река)». Иранское слово популярно и в антропонимии: сравни личные имена Хуррэм — у татар, Хуррам — у узбеков, Хуррам, Хоррам — у персов.
По данным государственного водного реестра России относится к Донскому бассейновому округу, речной подбассейн реки — бассейны притоков Дона до впадения Хопра. Речной бассейн реки — Дон (российская часть бассейна).
Код объекта в государственном водном реестре — 05010100512107000002412.